# جبال شرق الصدع
جبال شرق الصدع (Eastern Rift mountains) هي منطقة جبلية تمتد ضمن إقليم البحيرات العظمى الأفريقية، وتشمل أراضي كل من كينيا، أوغندا، تنزانيا، وتمتد جزئيًا نحو إثيوبيا. وتُعد هذه الجبال جزءًا من النظام الجيولوجي المرتبط بانكسار وادي الصدع العظيم في شرق القارة الأفريقية (East African Rift System)، وهو أعمق وأطول نظام تصدع قاري نشط على سطح الأرض. يمتد هذا النظام لمسافة تقارب 6,400 كيلومتر من منطقة جنوب غرب آسيا (الأردن) وصولاً إلى موزمبيق، ويتكون من فرعين رئيسيين: الفرع الشرقي (Great Rift Valley) والفرع الغربي (Western Rift)، وكلاهما نشط جيولوجيًا ومرتبط بنشاط بركاني وتكتوني منذ ما يزيد عن 30 مليون عام. 

## الموقع والوصف الجيولوجي

خريطة البحيرات العظمى الأفريقية

ترتبط جبال شرق أفريقيا بنظام الصدع الأفريقي الشرقي، وتنقسم إلى سلسلتين رئيسيتين: الصدع الغربي والصدع الشرقي. يضم الصدع الغربي جبال فيرونغا، وجبال ميتومبا، وسلسلة جبال روينزوري. أما السلسلة الشرقية فتضم أعلى القمم في القارة، ومنها:
- جبل كليمنجارو: أعلى قمة في أفريقيا، يبلغ ارتفاعه 5,895 مترًا (19,340 قدمًا)، ويُغطى بالثلوج الدائمة. يتألف جبل كليمنجارو من عدة قمم، منها قمة ماوي، وهو بركان خامد يبلغ ارتفاعه حوالي ٥,١٤٩ مترًا، يتميز بتشكيلاته الصخرية البركانية القديمة التي تعكس النشاط البركاني لنظام الصدع الأفريقي الشرقي. [3][4]
- جبل كينيا: ثاني أعلى قمة في القارة، بارتفاع 5,199 مترًا (17,058 قدمًا).[5]
- جبل إلغون: يقع بين كينيا وأوغندا.
- سلسلة جبال كيبينجيري: تقع في جنوب غرب تنزانيا بمحاذاة بحيرة نياسا، وتُعرف بتنوعها البيئي وغطائها النباتي الكثيف.[6][7]
- [[جبال تافيتا: تقع في جنوب شرق كينيا ضمن محافظة تافيتا-تافيتا، وتمتاز بغابات جبلية مطيرة ذات تنوع بيولوجي فريد، وترتفع حتى حوالي ٢٢٠٠ متر فوق سطح البحر . [8]

تُعد معظم هذه الجبال ذات أصل بركاني، باستثناء سلسلة جبال روينزوري، التي تُعتبر تركيبًا جيولوجيًا فريدًا من نوعه.

## المناخ
تتميّز جبال الصدع الشرقي في أفريقيا، والتي تشمل قممًا بركانية شاهقة مثل جبل كليمنجارو وجبل كينيا وجبل إلغون، بمناخ متباين شديد الخصوصية، تحدده عوامل الارتفاع الشاهق، والموقع القريب من خط الاستواء، والنشاط الجيولوجي المستمر.
رغم أن المنطقة تنتمي عمومًا للمناخ الاستوائي، فإن القمم الجبلية تقع في نطاق مناخ المرتفعات المدارية، الذي يتميّز بانخفاض درجات الحرارة وزيادة معدلات الهطول.
كما تتناقص درجات الحرارة مع الارتفاع بمعدل يُقدّر بـ 6.5 درجات مئوية لكل 1000 متر، ما يجعل قمم مثل كليمنجارو (5,895 م) وكينيا (5,199 م) تُسجّل درجات حرارة دون الصفر مئوية في الليل، حتى في ذروة الصيف. وتُسجّل القاعدة انخفاضًا ملحوظًا في الحرارة مقارنةً بالمناطق المحيطة بالسافانا المنخفضة. 
تستقبل هذه الجبال كميات وفيرة من الأمطار، تصل إلى أكثر من 2,000 مم سنويًا في المنحدرات الجنوبية الشرقية، بفعل الرياح المحمّلة بالرطوبة القادمة من المحيط الهندي، خاصة خلال موسمي الأمطار (مارس–مايو وأكتوبر–ديسمبر). 
أما المنحدرات الشمالية الغربية، فتكون أقل مطرًا بسبب ظاهرة ظل المطر (Rain Shadow) الناتج عن الجبال. 

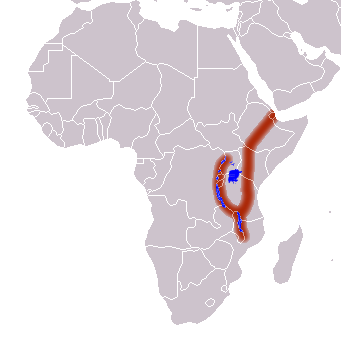
وادي الصدع في إفريقيا

كما تمتاز جبال الصدع الشرقي بنظام موسمي مزدوج:
موسمان مطيران (الربيع والخريف)، مرتبطان بحركة منطقة التقارب المداري (ITCZ).
موسمان جافان (الصيف والشتاء)، يهيمن فيهما طقس جاف مشمس نسبيًا، رغم بقاء درجات الحرارة منخفضة في القمم العليا.
وقد أظهرت الدراسات الحديثة تقلص الغطاء الجليدي على قمة كليمنجارو، بسبب ارتفاع درجات الحرارة العالمية وتغير نمط الهطول. فقد تقلّصت مساحة الأنهار الجليدية بأكثر من 80٪ منذ أوائل القرن العشرين.

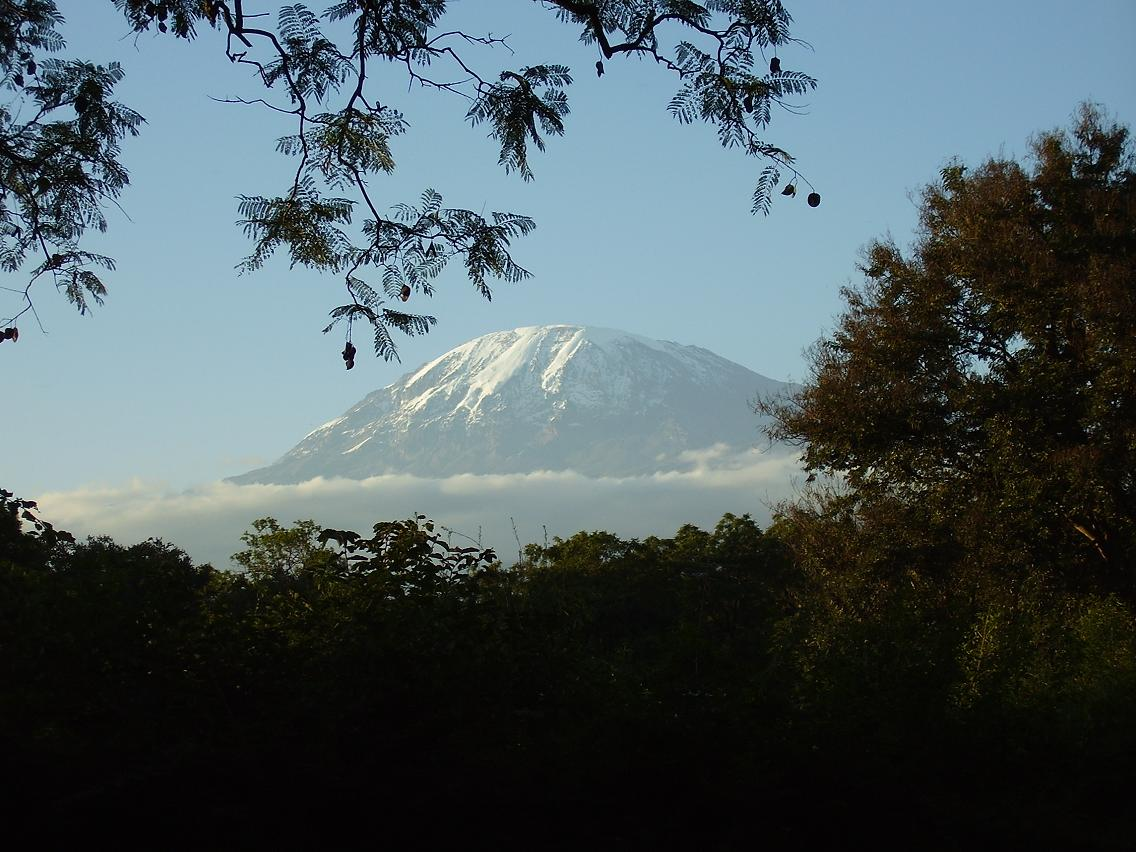
جبل كليمنجارو

## التنوع الحيوي
تُعد جبال الصدع الشرقي لأفريقيا، والتي تشمل جبل كليمنجارو، جبل كينيا، وجبل إلغون، من أهم النطاقات البيئية في شرق القارة من حيث التنوع الحيوي والتفرّد الإيكولوجي. ويرجع ذلك إلى التدرج الكبير في الارتفاع، والعزلة الجغرافية، والمناخ الرطب الذي يسمح بوجود نظم بيئية شبه مستقلة.

خلال المواسم الحارة والجافة في السافانا المجاورة، تُهاجر أنواع من الثدييات مثل الظباء، والخنازير الوحشية، وأنواع من القردة إلى المرتفعات الأعلى حيث المناخ أكثر اعتدالًا وتتوفر مصادر المياه والنباتات بشكل أفضل.
كما تُعرف هذه الجبال باحتضانها لعدد من الأنواع المستوطنة، لا سيما من الطيور. ومن أبرز الأمثلة على ذلك طائر الثرثار الجبلي (Turdus helleri)، الذي يُصنّف كنوع متوطن لا يعيش إلا في النطاقات الحرجية العليا لجبل كينيا.
وتُحيط بهذه الجبال أيضًا بحيرات كبرى مثل بحيرة فيكتوريا، التي تساهم في تنظيم المناخ المحلي من خلال تأثيرها على الرطوبة والتيارات الهوائية، ما يعزز من استقرار النظام البيئي في سفوح الجبال 

## التهديدات والحفاظ البيئي
تواجه جبال شرق الصدع ضغوطًا بيئية متزايدة ناتجة عن تدخلات بشرية مباشرة وظواهر طبيعية طويلة الأمد. وتُعد إزالة الغابات من أبرز هذه التهديدات، خاصة في السفوح المنخفضة، حيث تم تحويل مساحات واسعة من الغابات الأصلية إلى حقول زراعية، خصوصًا لزراعة الشاي والقهوة، ما أدى إلى تفكك المواطن الطبيعية وتراجع التنوع الحيوي في الطبقات الحرجة من الغابات الجبلية.
وقد تسببت إزالة الغطاء النباتي في زيادة معدلات التعرية في التربة الجبلية، خاصة على المنحدرات شديدة الانحدار، مما أدى إلى تدهور جودة التربة وتقليل قدرتها على الاحتفاظ بالماء، وهو ما يؤثر مباشرة في تدفق المياه في الأنهار الجبلية، ويزيد من احتمالات الفيضانات الموسمية والانزلاقات الأرضية.
كما تعاني النظم البيئية في هذه الجبال أيضًا من تكرار الحرائق الموسمية، التي تنشأ أحيانًا بفعل الإنسان، خصوصًا نتيجة ممارسات الزراعة بالنار (Slash-and-burn)، أو بفعل تغيرات مناخية تؤدي إلى جفاف غير معتاد. هذه الحرائق تعيق تجدد الغابات، وتدفع بانتشار النباتات العشبية على حساب الأنواع الشجرية، مما يغير التوازن البيئي المحلي.

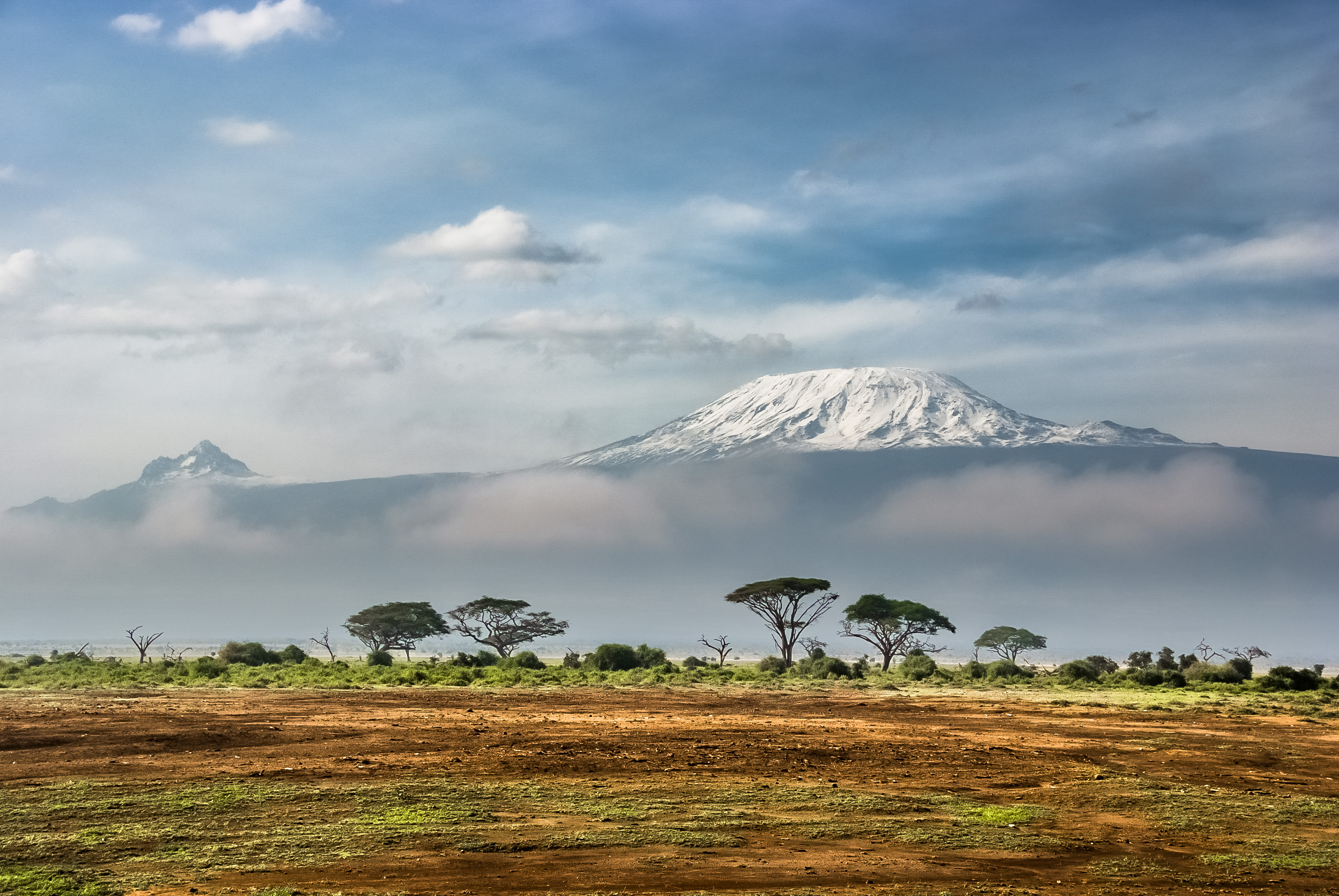
كليمنجارو في مارس 2012

أما التغير المناخي، فيُعد من التهديدات البيئية الأكثر تعقيدًا، إذ يشير الرصد العلمي إلى تقلص الأنهار الجليدية في جبل كليمنجارو بأكثر من 80٪ منذ بداية القرن العشرين، نتيجة ارتفاع درجات الحرارة وتراجع معدل تساقط الثلوج. هذا التراجع لا يهدد التوازن الحراري فحسب، بل يؤثر أيضًا على مصادر المياه العذبة التي تعتمد عليها المجتمعات القروية في سفوح الجبال خلال الفترات الجافة.
إضافة إلى ذلك، تتعرض الحياة البرية في جبال شرق الصدع لضغوط متعددة، أبرزها الصيد غير المشروع، وجمع الحطب، والأنشطة البشرية المتزايدة مثل الرعي الجائر والتوسع العمراني. هذه الأنشطة تؤدي إلى تقليص نطاقات الأنواع المستوطنة، وتزيد من احتمالية انقراضها نتيجة العزلة الوراثية وفقدان المواطن المناسبة.
ولمواجهة هذه التحديات، توصي البحوث البيئية بضرورة تبني مقاربات تكاملية في الحفظ، تشمل توسيع شبكات المناطق المحمية، إعادة التحريج باستخدام أنواع نباتية محلية، وتفعيل مشاركة المجتمعات المحلية في برامج إدارة الموارد، بما يعزز من التوازن بين متطلبات التنمية وحماية التنوع البيئي طويل الأمد.

## الاستكشاف والبحث العلمي
شهدت جبال شرق الصدع منذ أواخر القرن التاسع عشر موجة من الاستكشافات الجغرافية والعلمية قادها عدد من الباحثين الأوروبيين، ضمن محاولات فهم الجغرافيا الداخلية للقارة، وتحديد منابع الأنهار الكبرى. كان جبل كليمنجارو من أوائل الجبال التي جذبت اهتمام المستكشفين، حيث تم تسجيل أول صعود ناجح إلى قمته في عام 1889 على يد هانز ماير ولودفيغ بورترشلر، وهو إنجاز فتح الباب أمام دراسات علمية لاحقة حول المناخ، والغطاء النباتي، والجيولوجيا. 
في القرن العشرين، تحوّلت هذه الجبال إلى مواقع مهمة للبحث الأكاديمي متعدد التخصصات، إذ أصبحت قمم كليمنجارو وكينيا وإلغون مختبرات طبيعية لدراسة تأثيرات التغير المناخي على الأنهار الجليدية المدارية. وقد استخدم علماء المناخ والجيولوجيا نُوى الجليد المستخرجة من هذه القمم لتحليل تراكمات الثلوج وتغيرات النظائر المستقرة، ما أتاح تتبع تغير المناخ في شرق أفريقيا عبر آلاف السنين. 
كما أجريت في هذه الجبال دراسات مستفيضة في مجالات البيئة، والتنوع الحيوي، والأنواع المستوطنة، نظراً لعزلتها البيئية وتنوعها الطولي عبر الارتفاعات. وقد ساهمت هذه الأبحاث في إدراج بعض المناطق ضمن أولويات الحفظ العالمي، خصوصاً تلك التي حُددت كمناطق للأنواع المهددة بالانقراض أو ذات التنوع العالي المتخصص. 
وفي العقود الأخيرة، شجعت برامج البحوث الدولية، مثل برنامج “Adaptation at Altitude” وبرامج “UNESCO-MAB”، على توسيع نطاق المراقبة البيئية في هذه الجبال، باستخدام تقنيات الاستشعار عن بُعد ونماذج المناخ الدقيقة، بهدف رصد التغيرات في الغطاء النباتي والموارد المائية، وتقييم قدرة المجتمعات الجبلية على التكيف مع التحولات البيئية. 

## القيمة الاقتصادية والسياحية
تلعب جبال شرق الصدع، مثل كليمنجارو، كينيا، وإلغون، دورًا اقتصاديًا وتنمويًا بارزًا في الدول التي تقع ضمنها، ليس فقط بوصفها نظمًا بيئية حيوية، بل أيضًا كمصادر مباشرة للدخل من خلال السياحة البيئية والزراعة الجبلية.
تُعد حديقة كليمنجارو الوطنية واحدة من أهم الوجهات السياحية في القارة، وتدرّ ما يُقدّر بنحو 50 مليون دولار أمريكي سنويًا من رسوم الدخول والخدمات المرتبطة بها. وتوفّر السياحة المرتبطة بجبل كليمنجارو أكثر من 11,000 وظيفة مباشرة تشمل الحمالين والمرشدين والمرافقين والطهاة والعاملين في قطاع الضيافة، ما يجعلها ركيزة اقتصادية محلية محورية، خصوصًا في مدينة موشي الواقعة عند سفح الجبل. 

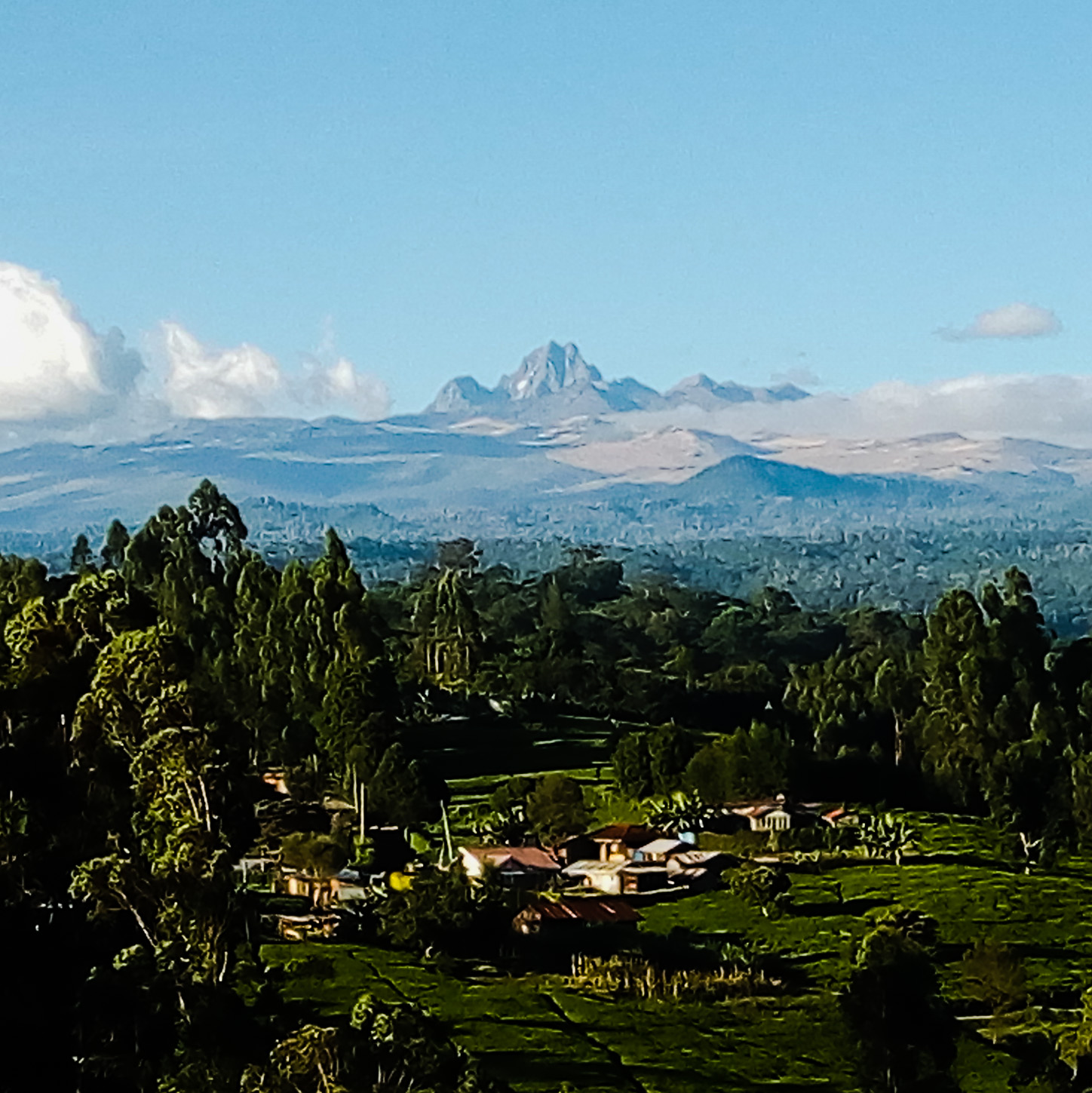
جانب من جبل كينيا

أما جبل كينيا، ثاني أعلى قمة في أفريقيا، فيمتاز بجذب ثنائي: فهو مقصد للرحلات الجبلية والتسلق، كما أن سفوحه تُستخدم في زراعة محاصيل عالية القيمة مثل الشاي، القهوة، البطاطا، والبقوليات، ضمن أنظمة مدرجات زراعية تدعم أكثر من 50,000 مزارع صغير. وتُصنّف منطقة الجبل كمحمية طبيعية وموقع تراث عالمي، ما يعزز مكانتها في برامج السياحة البيئية والمحافظة على الموارد الطبيعية. 
جبل إلغون، الذي يمتد بين كينيا وأوغندا، أقل شهرة من الناحية السياحية، لكنه يقدّم فرصًا فريدة لهواة الطبيعة والاستكشاف، لا سيما من خلال كهوف بركانية، شلالات، وغابات شبه عذراء. كما تشكّل المناطق المحيطة به مراكز زراعية ريفية مثل مدينة مبالي، التي تستفيد من زراعة الذرة والفاصولياء والبن.
كما تلعب الزراعة الجبلية دورًا محوريًا في دعم سبل العيش، حيث توفر الجبال مناخًا رطبًا وتربة بركانية غنية تُمكّن من إنتاج محاصيل مثل الشاي والبن بخصائص فريدة. وقد وفّرت هذه الزراعة فرص عمل للمجتمعات الريفية، وساهمت في تغذية سلاسل التصدير الوطنية، خصوصًا في المرتفعات المحيطة بكليمنجارو وكينيا.
وعلى المستوى الوطني، تشكّل الجبال ركيزة رئيسية في دعم الاقتصاد السياحي؛ ففي تنزانيا، مثلًا، بلغت مساهمة السياحة (التي تشمل مناطق الجبال والمتنزهات) أكثر من 17.5% من الناتج المحلي الإجمالي بحلول عام 2016، وأسهمت في خلق أكثر من مليون وظيفة مباشرة وغير مباشرة. أما في كينيا، فإن السياحة الجبلية تُعد ثالث أكبر مصدر للنقد الأجنبي بعد الزراعة والصناعة.
ورغم هذه الفوائد، تبقى الحاجة ملحّة إلى إدارة متوازنة بين الاستخدام الاقتصادي والاستدامة البيئية، لا سيما في ظل التحديات المرتبطة بإزالة الغابات، وضغط الزوار، والتغير المناخي، مما يجعل التكامل بين السياحة البيئية والتنمية الريفية أولوية للسياسات الإقليمية المستقبلية.

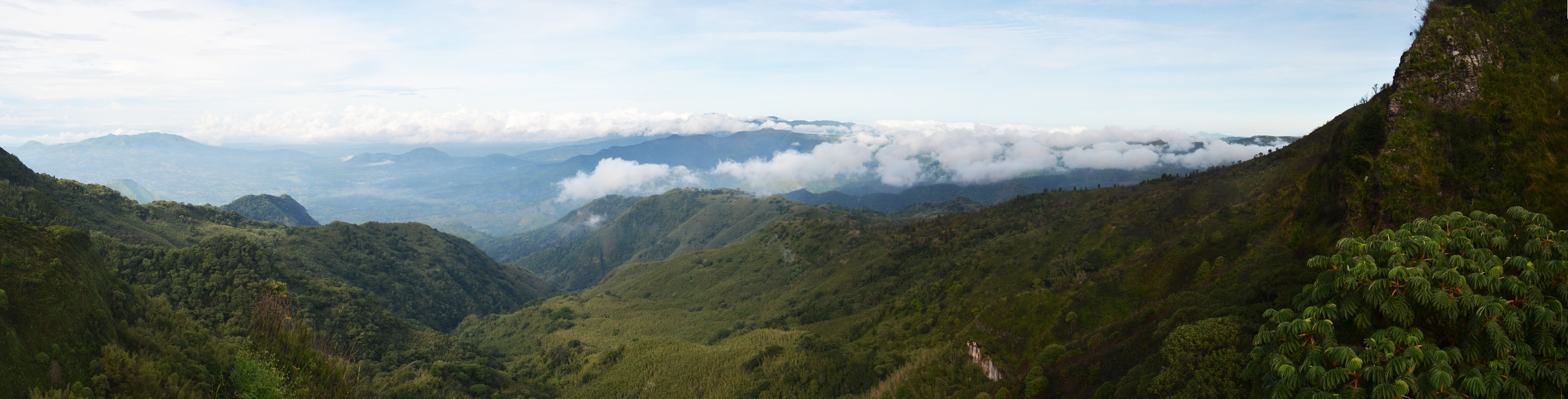
سلسلة جبال كيبينجيري

## أنظر أيضاً
- البحيرات العظمى الإفريقية
- الوادي المتصدع الكبير
- خسف شرق إفريقيا

### الكتب والابحاث